# رود کومانو
رود کومانو (به لاتین: Kumano River) یک رود در ژاپن است که در استان میه واقع شده‌است.